# Шкарин, Александр Николаевич
Алекса́ндр Никола́евич Шка́рин, (29 марта (11 апреля) 1876, Санкт-Петербург — 15 августа 1920, Петроград) — один из первых педиатров России, доктор медицины, ординарный профессор и начальник кафедры детских болезней Императорской Военно-медицинской академии, заведующий детской клиникой Михайловской больницы баронета Виллие.
Потомственный почетный гражданин (личное дворянство с 1901 года, потомственное — с 1916 года), статский советник. Председатель Христорождественского Александро-Иосифовского братства, гласный Петербургской Городской Думы.

## Биография
Родился в семье архитектора Николая Павловича Шкарина (1845(46) — 1898) и его жены Веры Александровны (ур. Резцовой).
В 1895 г. с серебряной медалью окончил Седьмую Санкт-Петербургскую классическую гимназию, после чего поступил в Императорскую Военно-медицинскую академию.
С первых лет учёбы в Академии А. Н. Шкарин увлекся педиатрией. Будучи студентом, под руководством профессора Н. П. Гундобина, на материале клиники детских болезней Военно-медицинской академии и Санкт-Петербургского воспитательного дома написал работу «О бактериологии гнойного плеврита у детей». На конференции Военно-медицинской академии эта работа была удостоена золотой медали.
Окончив с отличием в 1900 г. Академию, А. Н. Шкарин по конкурсу был зачислен в клинику кафедры детских болезней Академии, где в марте 1902 года защитил диссертацию на степень доктора медицины на тему: «О белковом составе мозговой коры в зависимости от возраста и некоторых других физиологических условий». Эту работу, в которой впервые были представлены данные о биохимическом составе коры головного мозга, он выполнил под руководством Н. П. Гундобина и будущего начальника Военно-медицинской академии А. Я. Данилевского.
Вскоре после получения степени доктора медицины с ученой целью А. Н. Шкарин был командирован за границу. В Венском университете ему посчастливилось изучать острозаразные заболевания в клинике знаменитого профессора, активного пропагандиста естественного вскармливания Т. Эшериха, а также педиатрию у профессора К. Пирке. Вслед за этим он продолжил изучать детские болезни сначала в Бреславле под руководством профессора Адальберта Черни, затем в Берлине в воспитательном доме у О. Гейбнера. Наконец, в Париже Александр Николаевич изучал физиологию и патологию новорожденных детей в клинике известного акушера Бюдена и одновременно прослушал курс лекций по бактериологии в институте Пастера, знакомился с организацией детских больниц, пунктов «Капля молока», детских консультаций. В 1903 г. в Дрездене А. Н. Шкарин принял участие в работе детской секции 75 съезда германских естествоиспытателей и врачей, а в 1904 г. в Нюрнберге — в работе Первого международного конгресса по школьной гигиене.
Вернувшись в Санкт-Петербург, А. Н. Шкарин после прочтения пробных лекций в октябре 1906 г. был избран приват-доцентом. Вслед за этим он начал чтение лекций сначала студентам IV курса, а с 1907 г. приступил к чтению приват-доцентского курса по диететике детского возраста и стал вести занятия в амбулатории при детской клинике. После смерти Н. П. Гундобина, будучи самым молодым из пяти претендентов, А. Н. Шкарин 7.11.1908 г. был избран экстраординарным профессором по кафедре детских болезней Военно-медицинской академии. К этому времени он был автором 20 работ, три из которых — «О зобной астме у детей», «Устройство и содержание в деревне летнего приюта-яслей», «Краткий очерк деятельности городских больниц города Берлина по отчетам за 1904—1905 гг.» и склонили чашу весов в его пользу.
Свою первую лекцию в качестве начальника кафедры А. Н. Шкарин прочел студентам Академии 23.11.1908 г. В ней он подчеркнул необходимость глубокого знакомства с анатомо-физиологическими и «физиолого-химическими» особенностями детского возраста, важность изучения патогенеза расстройств питания у детей в грудном возрасте, аномалий конституции, детских инфекционных заболеваний, исследование обмена веществ.
Как заведующий детской клиникой в составе кафедры А. Н. Шкарин особое внимание уделил организации лечебного дела. В 1910 г. по его инициативе в клинике были оборудованы палаты для грудных детей и первая в России молочная кухня. Это позволило увеличить прием в клинику детей первого года жизни. Их численность увеличилась с 10 до 20 %. Чуть позже, в 1913 г., при клинике детских болезней Военно-медицинской академии профессором А. Н. Шкариным и приват-доцентом П. С. Медовиковым была открыта консультация для грудных детей.
Инновации А. Н. Шкарина быстро нашли своё место и в программе преподавания детских болезней. Больше внимания в лекциях и на практических занятиях стало уделяться диететике и патологии грудного возраста — прежде всего расстройствам питания детей первого года жизни. В программу его лекций были включены такие важные разделы детской патологии, как болезни новорожденных, диатезы и др.
С 1901 и до конца жизни А. Н. Шкарин был членом Санкт-Петербургского научного общества детских врачей. В 1912—1913 гг. он избирался товарищем председателя правления общества. Александр Николаевич входил в состав организационного комитета I Всероссийского съезда детских врачей. Он возглавлял комиссию по организации осмотра делегатами научных, учебных и лечебных учреждений Петербурга. На этом съезде было решено создать Всероссийское общество детских врачей, членом совета которого был избран профессор А. Н. Шкарин.
Из 12 лет, когда кафедрой детских болезней Военно-медицинской академии руководил профессор А. Н. Шкарин, более половины времени пришлось на тяжёлые годы Первой Мировой и Гражданской войн. Были сокращены штаты, резко ухудшилось обеспечение. Несмотря на все трудности, Александр Николаевич сохранил и даже приумножил лучшие традиции кафедры. Он начал новые перспективные научные исследования, существенно усовершенствовал методику преподавания педиатрии.
В годы разрухи в революционном Петрограде большевики не посмели тронуть бывшего «старорежимного» профессора. Пережив тяжёлые послереволюционные годы, А. Н. Шкарин в самом расцвете творческих сил, трагически погиб при весьма нелепых обстоятельствах. Как следует из семейных воспоминаний, 1 августа 1920 г. он был вызван к ребёнку большевистского функционера Д. Н. Аврова, который прислал за ним свой мотоцикл с водителем. Возвращаясь поздно вечером, на углу Невского пр. и Надеждинской ул. мотоцикл попал в аварию, столкнувшись с грузовиком. Тяжело раненный Александр Николаевич был доставлен в находившуюся поблизости больницу «В память жертв революции». На короткое время А. Н. Шкарин пришёл в сознание. Через жену Александру Фёдоровну он распорядился передать свою библиотеку академии и детской клинике и просил своим преемником по кафедре сделать М. С. Маслова.
Скончался Александр Николаевич Шкарин в возрасте 44 лет 15 августа 1920 г. и был похоронен на Богословском кладбище (Академическая площадка ВМА). Рукописи трудов А. Н. Шкарина были переданы М. С. Маслову. В 1922 и 1923 гг. во «Врачебной газете» М. С. Маслов напечатал две последние неопубликованные работы А. Н. Шкарина: «Вес тела новорожденных в 1919 г. по сравнению с весом новорожденных в 1913 г. (по данным Надеждинского родовспомогательного заведения)» и «О патогенезе отеков у детей при голодании».

## Вклад в педиатрическую науку и практику
- Продолжил и развил начатое Н. П. Гундобиным изучение анатомо-физиологических особенностей детского возраста.
- Одним из первых предпринял комплексное изучение физиологии и патологии детей грудного возраста, тем самым заложил основы клинической неонатологии. Особое внимание уделял изучению расстройств питания в раннем возрасте. Впервые в России организовал отделение и консультативные приёмы для детей первых месяцев жизни.

«Грудные дети, как объект клинического изучения, представляют для педиатра исключительный интерес: в грудном возрасте наиболее сказываются особенности детского организма как в условиях физиологической жизни, так и при заболеваниях его; ввиду этого знакомство с патологией и физиологией грудного возраста является основой для изучения современной педиатрии».— Шкарин А. Н. Очерк современных взглядов на патогенез расстройств питания у грудных детей
- Стал одним из пионеров разработки рациональной диететики и автором первой эмпирической формулы расчета долженствующего объёма молока для грудных детей («формула Шкарина»). Оставаясь последовательным пропагандистом естественного вскармливания, на примере организованной им молочной кухни при клинике кафедры обосновал необходимость широкого распространения молочных кухонь в России, что стало особенно актуальным в годы Первой мировой и Гражданской войн.
- Вооруженный идеями Т. Эшериха и А. Черни, первым в России поставил вопрос о конституции человека и её аномалиях (диатезах) в детском возрасте. Изучая экссудативно-катаральный диатез, впервые в осадке мочи обнаружил избыток эпителиальных клеток (симптом Шкарина или «сыпучесть эпителия»). Особое внимание А. Н. Шкарин уделил общим особенностям, присущим детям с аномалиями конституции, которые позволяют клиницисту учитывать их влияние на течение различных заболевания. В частности, указал на особенность течения инфекций у детей с экссудативно-катаральным диатезом (преобладание экссудативного компонента воспалительных реакций).
- Выдвинул положение о необходимости учитывать при установлении природы заболевания ребёнка не только внешние факторы, но и патогенетическую роль индивидуальных свойств детского организма, предрасполагающих к тем или другим патологическим состояниям.
- Одним из первых увидел перспективы, открывающиеся перед педиатрией при использовании биохимических методик. Он писал:

«Наряду с общим прогрессом педиатрии как самостоятельной научной дисциплины по мере того, как патология раннего грудного возраста приобретает первенствующее значение в области исследования патогенеза детских заболеваний вообще, — исследования клинициста у постели больного ребёнка становятся более глубокими и разносторонними, благодаря отчасти применению новых методов научного исследования. В этом отношении особенную роль сыграли в период последних десятилетий методы физиолого-химические. С помощью последних удалось подойти ближе к изучению тех внутриклеточных нарушений, которые у детей раннего возраста так легко наступают и имеют для них исключительное значение в развитии многих заболеваний, связанных с нарушением внутриклеточного питания. Изучение обмена веществ у грудных детей при нарушениях питания в свою очередь способствовало развитию более глубокого взгляда на сущность этих нарушений и выдвинуло ряд фактов, характеризующих влияние тех или других индивидуальных тканевых особенностей организма на химизм интермедиальной жизни его».— Шкарин А. Н. Конституциональные аномалии у детей к их клиническое значение // Врач. газ.— 1916,— № 42
- Наряду со своим предшественником и учителем профессором Н. П. Гундобиным занимался вопросами демографии и детской смертности в России, участвовал в разработке программы её снижения. А. Н. Шкарин был одним из учредителей в январе 1904 г. «Союза для борьбы с детской смертностью в России»[8]. Он был членом правления Союза и много лет возглавлял музей этой организации в доме № 5 по 10-й Рождественской ул. Музей был закрыт большевиками в 1918 г.
- В последние годы существования Российской империи в Санкт-Петербурге ушли из жизни такие столпы отечественной педиатрии, как Н. И. Быстров, Н. П. Гундобин, Д. А. Соколов, К. А. Раухфус, В. Н. Рейтц, А. А. Руссов. По существу, А. Н. Шкарин оказался одним из немногих представителей старой российской школы педиатров, кто на переломе эпох сумел сохранить её лучшие традиции и обеспечить преемственность поколений, заложив при этом основы советской педиатрической науки. Недаром среди учеников Александра Николаевича оказалось сразу двое будущих академика АМН СССР Михаил Степанович Маслов и Александр Фёдорович Тур.

## Семья
- Отец: Николай Павлович Шкарин (1845(46) — 1898) — архитектор, похоронен на Никольском кладбище Александро-Невской лавры;
- Мать: Вера Александровна (ур. Резцова) — заведующая приютом Христорождественского братства;
- Жена: Александра Фёдоровна (ур. Диевская);

- Сын: Сергей Александрович Шкарин (1902 г.р.) — окончил Петроградский технологический институт, к.т. н., участник ВОВ;

- Внук Владимир Сергеевич Шкарин
- Внук: Александр Сергеевич Шкарин (19.10.1932, Ленинград — 31.08.1992), капитан дальнего плавания; кандидат технических наук.
- Правнучка Анна Александровна Шкарина (07.07.1962 г.р. Ленинград) инженер-технолог
- Праправнук Антон Сергеевич Шкарин (06.06.1989 г.р. Ленинград) инженер
- Правнук: Сергей Александрович Шкарин (23.12.1953 г.р., Владивосток) — инженер;
- Внук Сергей Сергеевич Шкарин (1938—1944 г. Ленинград)
- Внук Алексей Сергеевич Шкарин

- Дочь: Маргарита Александровна Пешехонова (28.03.1899 — 19.04.1977, Канны) — жена доктора медицины Владимира Сергеевича Пешехонова (08(21).07.1891 — 4.05.1931, Берлин), принадлежавшего к известной Петербурге семье иконописцев Двора Его Императорского Величества. После революции, в эмиграции проживала в Эстонии, Германии и Франции;

- Внучка: Наталия Владимировна Присовская (ур. Пешехонова) (3.11.1920, Ревель) — проживает в Хьюстоне (Техас, США);

- Правнук: Александр Игоревич Присовский (25.07.1948, Париж) — геолог (геофизик), проживает в Хьюстоне;

- Дочь: Татьяна Александровна Авророва — преподавала музыку в Духовной Академии;

- Дядя (брат отца): Константин Павлович Шкарин (1845 — 29.06.1898, Санкт-Петербург) — актёр Императорского Александринскиского театра[11];
- Сестра: Вера Николаевна Шкарина (в замужестве Мудьюгина);

- Племянник: Михаил (Мудьюгин) (1912—2000), архиепископ Русской Православной церкви.

## Адреса в Петербурге
До 1904 г. А. Н. Шкарин проживал в д. 12 по Захарьевской ул., затем снимал квартиру в доходном доме, принадлежавшем родному дяде жены — В. Ф. Диевскому — по 3-й Рождественской ул., д. 6. После 1917 г. занимал квартиру на Кирочной ул.

## Интересные факты, воспоминания современников
- Не будучи лейб-медиком, А. Н. Шкарин в 1908—1909 гг. исполнял обязанности лечащего врача великой княжны Марии Александровны (герцогини Эдинбургской, герцогини Саксен-Кобург-Готской) по её просьбе, когда та наведывалась в Россию.
- Многие годы А. Н. Шкарин был попечителем, а последние годы и председателем Христорождественского братства[1], которое в 1864 г. при Христорождественской церкви Санкт-Петербурга было организовано священником А. В. Гумилевским[12]. При братстве существовал детский приют для 40 девочек и 40 мальчиков, а также детская лечебница. Заведовала приютом мать А. Н. Шкарина — Вера Александровна. Сам же Александр Николаевич был здесь врачом. Должность председателя братства он занял после смерти в 1914 г. брата своей матери — инженера-технолога Николая Александровича Резцова[13], который долгое время исполнял эти обязанности. Братство и приюты были ликвидированы большевиками в 1918 г., а Христорождественская церковь на 6-й Рождественской позже была разрушена. На её месте до сегодняшнего дня остается безликий сквер.
- В соответствии с семейными хрониками, до Революции 1917 г. в Петербурге А. Н. Шкарину принадлежал дом. Подтвердить это документально не удалось. Возможно, речь идет о доме № 5 по 10-й Рождественской ул., который в 1910 г. с целью организации в этом здании собственного музея был выкуплен на средства «Союза для борьбы с детской смертностью в России»[8]. Возглавлял музей и, вероятно, управлял зданием именно А. Н. Шкарин.
- На протяжении ряда лет А. Н. Шкарин был официальным консультантом первого в России Надеждинского родильного дома, ныне известного как «Родильный дом № 6 им. проф. В. Ф. Снегирева»[14], располагавшегося на Надеждинской улице. Это была та самая улица, на которой в 1920 г. он попал в стоившую ему жизни автомобильную катастрофу. Возможно, после вызова к ребёнку большевика Д. Н. Авров Александр Николаевич спешил именно в этот родильный дом.
- Многие годы в Военно-медицинской академии А. Н. Шкарин возглавлял организованный им кружок любителей музыки, который пользовался большой популярностью как среди сотрудников Академии, так и у студентов. Как свидетельствовал академик А. Ф. Тур, для многих будущих детских врачей, в том числе и для него самого, увлечение педиатрией началось с музыкального кружка А. Н. Шкарина.
- Приват-доцент М. Ф. Руднев, работавший с А. Н. Шкариным с 1908 по 1920 г. и знавший его ещё по учёбе в 7-й гимназии, так охарактеризовал личностные качества Александра Николаевича:

«Целый ряд высоких нравственных качеств и достоинств его натуры: высокая корректность как консультанта и примерное поведение по отношению к коллегам, кристаллическая честность, бескорыстие, скромность, доброта и отзывчивость к чужой беде, сердечное отношение к детям — всё это вызывало любовь к нему с стороны тех, кто знал его близко»— Руднев М. Ф. Журнал по изучению раннего детского возраста. — 1924.— Т. 2, № 1—2. — С. 85
.
- По воспоминаниям академика А. Ф. Тура, когда студентом V курса Военно-медицинской академии он впервые пришёл на кафедру детских болезней с просьбой заниматься в студенческом научном кружке, А. Н. Шкарин тепло встретил его и предложил тему для самостоятельного исследования. А. Ф. Тур отмечал, что на обходах в клинике и на амбулаторных приемах А. Н. Шкарин особое внимание уделял обучению навыкам обследования ребёнка. Александр Николаевич любил приглашать к себе сотрудников и работавших на кафедре слушателей и за чаем продолжал научные споры и обсуждения.

## Избранные научные труды
Всего Александром Николаевичем Шкариным написано 40 научных работ. Дважды (в 1912 и 1913 гг.) под его редакцией издавались сборники научных трудов сотрудников детской клиники Академии.
- Шкарин А. Н. О белковом составе мозговой коры в зависимости от возраста и некоторых других физиологических условий // Диссертация на соискание ученой степени доктора медицины //(Из Физиолого-химической лаборатории профессора А. Я. Данилевского), Санкт-Петербург: типография князя В. П. Мещерского, 1902. −127 с.
- Шкарин А. Н. Материалы к изучению организованных белков мозговой коры /Сочинение доктора Александра Шкарина; Из Физиолого-химической лаборатории академика А. Я. Данилевского. -Санкт-Петербург : тип. Академии наук, ценз. 1903. −4с.
- Шкарин А. Н. О зобной астме у детей. Из Детской клиники Военно-медицинской академии профессора Н. П. Гундобина, Санкт-Петербург: типография журнала «Строитель», 1903. −60 с.
- Шкарин А. Н. О пищеводе у детей −1903 г.
- Шкарин А. Н. Краткий очерк деятельности городских больниц города Берлина по отчетам за 1904—1905 гг. / Сост. приват-доцент Военно-медицинской академии А. Н. Шкарин: СПб., городская типография, 1907. −27 с.
- Шкарин А. Н. Устройство и содержание в деревне летнего приюта-яслей: Руководство для желающих устроить в деревне ясли /Сост. А. Н. Шкарин, профессор — Санкт-Петербург : Канцелярия по упр. всеми детскими приютами Ведомства учреждений императрицы Марии, 1910. —27 с.
- Шкарин А. Н. Краткий очерк деятельности городских больниц города Берлина по отчетам за 1904—1905 гг. −1907 г.
- Шкарин А. Н. Конституциональные аномалии у детей и их клиническое значение // Врач. газ.— 1916,— № 42,—С. 3—4.
- Шкарин А. Н. Научное изучение ребёнка как основа современной организации борьбы со смертностью грудных детей // Известия Императорской ВМА.—1913.— Т. XXVI.— С. 4.
- Шкарин А. Н. Записки по детским болезням 4 курса Военно-медицинской академии; Составили и издали студенты П. Онуфриев и Н. Осиновский [Редактор М. Ф. Руднев], Санкт-Петербург : лит. Богданова, [1913]. −137 с.
- Шкарин А. Н. Введение в курс детских болезней // Известия Военно-медицинской академии, —1908 г.
- Шкарин А. Н. О кормлении здорового и больного ребёнка: Лекции по диететике детского возраста Для врачей и студентов /А. Н. Шкарин, приват-доцент Военно-медицинской академии // Санкт-Петербург, «Практ. медицина» (В. С. Эттингер), 1909. —138 с.
- Шкарин А. Н. Очерк современных взглядов на патогенез расстройств питания у грудных детей —1912 г.
- Шкарин А. Н. О кормлении здорового и больного ребёнка: Лекции по диететике детского возраста Для врачей и студентов /А. Н. Шкарин, приват-доцент Военно-медицинской академии //2-е издание, переработанное Санкт-Петербург, «Практ. медицина» (В. С. Эттингер), 1912. —178 с.
- Работы Детской клиники профессора А. Н. Шкарина.: Сборник трудов врачей Детской клиники Императорской Военно-медицинской академии / Военно-медицинская академия, Санкт-Петербург: Б.и., 1913, −150 с.
- Шкарин А. Н. Из практики диетического лечения расстройств питания грудных детей −1911 г.
- Шкарин А. Н. Пятидесятилетие Христорождественского братства : Исторический очерк /Сост. А. Н. Шкарин. // Петроград: типография «Новое время» (А. С. Суворин), 1914. −32 с.
- Шкарин А. Н. Основы современном метода диетического лечения поносов у искусственно вскармливаемых грудных детей : Клинические исследования (к вопросу о диетотерапевтическом значении белкового молока) /А. Н. Шкарин, ординарный профессор Военно-медицинской академии — Петроград : «Практическая медицина» (В. С. Эттингер), 1917. —29 с.
- Шкарин А. Н. Вес тела новорожденных в 1919 г. по сравнению с весом новорожденных в 1913 г. (по данным Надеждинского родовспомогательного заведения) −1922 г.
- Шкарин А. Н. О патогенезе отеков у детей при голодании −1923 г.